# مانفرد کوکوت
مانفرد کوکوت (آلمانی: Manfred Kokot؛ زادهٔ ۳ ژانویهٔ ۱۹۴۸) دونده سرعت اهل آلمان است.